# Nicola Sutter
Nicola Sutter (* 8. Mai 1995 in Walkringen) ist ein Schweizer Fussballspieler. Er steht seit 2013 beim FC Thun unter Vertrag.

## Karriere

### Vereine
Sutter begann das Fussballspielen im Alter von fünf Jahren. Er spielte zunächst für den FC Thun, bevor er in die Jugend des FC Dürrenast wechselte. Im Jahr 2013 kehrte er zurück zum FC Thun und debütierte am 16. Februar 2014 für die erste Mannschaft in der Super League, als er bei der 1:3-Niederlage gegen den FC Zürich in der 83. Spielminute für Adrian Nikci eingewechselt wurde. Insgesamt absolvierte er in der Saison 2013/14 vier Spiele für die erste Mannschaft und stand überwiegend für die U21 des Vereins in der 1. Liga auf dem Platz. Im Sommer 2014 unterschrieb er einen Profivertrag beim FC Thun und wurde fest in das Kader der ersten Mannschaft integriert. In der Folgesaison absolvierte er 18 Ligaspiele für die erste Mannschaft in der Super League.
Für die Saison 2016/17 wurde Sutter an den in der Challenge League spielenden FC Winterthur verliehen. Nachdem er dort bis zur Winterpause 11-mal in der Liga sowie zweimal im Schweizer Cup zum Einsatz gekommen war, verpasste er den Start der Rückrunde verletzungsbedingt. Im März 2017 wurde die Leihe vorzeitig beendet, und Sutter kehrte nach Thun zurück.
Der als defensiver Mittelfeldspieler ausgebildete Sutter wurde während der Saison 2017/18 vom Thuner Coach Marc Schneider erstmals als Innenverteidiger eingesetzt. Seitdem spielt er überwiegend auf dieser Position. Mit dem FC Thun erreichte er den Final des Schweizer Cups 2018/19, musste jedoch in der 26. Spielminute verletzungsbedingt ausgewechselt werden. Thun verlor den Final mit 1:2 gegen den FC Basel. Am Ende der Saison 2019/20, in der er in 23 Ligaspielen zum Einsatz kam, stieg er mit Thun in die zweitklassige Challenge League ab. Im Oktober 2020 wurde Sutter von Trainer Carlos Bernegger zum Mannschaftskapitän ernannt.
Im Mai 2022 verlängerte er seinen Vertrag beim FC Thun bis Sommer 2024.

### Nationalmannschaft
Sutter absolvierte drei Spiele für die Schweizer U20-Nationalmannschaft sowie eine Partie für die U21-Auswahl.

## Persönliches
Er ist der Sohn des Schweizer Fussballspielers René Sutter und der Neffe des Schweizer Fussballspielers Alain Sutter.